# Kost Burevi
Kost Stepanovich Burevi, en ucraniano: Кость Степанович Буревій, en ruso: Кость Степанович Буревой, romanizado: Kost Stepanovich Burevoy, de nombre real Константин Степанович Сопляков [Konstantin Stepanovich Soplyakov], (Bolshye Meshenki, gobernación de Vorónezh, Imperio ruso, 2 de agostojul./ 14 de agosto de 1888greg. - Kiev, RSS de Ucrania, 15 de diciembre de 1934) fue un poeta, dramaturgo, filólogo, crítico literario y traductor ucraniano, parte de la generación del Renacimiento fusilado.

## Vida
Kost Burevi nació en 1888 en un pequeño pueblo en el este de Sloboda Ucrania, en el seno de una familia ucraniana. Su educación fue en su mayor parte autodídacta y en 1903 se convirtió en miembro del Partido de los Revolucionarios Socialistas, al que perteneció hasta 1922 y en diciembre de 1917 se convirtió en miembro del Comité Central del partido. Participó activamente en la Revolución de 1905 y en la Revolución de Octubre de 1917. Fue arrestado por primera vez en 1905 por sus actividades revolucionarias. Siguieron más arrestos y condenas en 1911, 1914 y 1916. Fue exiliado a Siberia en varias ocasiones, estuvo preso en 68 prisiones y contrajo tuberculosis osteoarticular.
Desde junio de 1918 fue secretario del Comité de la Asamblea Constituyente en Samara. Fue arrestado brevemente durante la Guerra Civil Rusa, después del golpe de Estado de Aleksandr Kolchak en noviembre de 1918. En 1922 siguieron otros dos arrestos a corto plazo por «actividades antisoviéticas» y conexiones con socialrevolucionarios de derechas.
Desde 1923 participó activamente en el renacimiento nacional ucraniano y en Moscú, donde vivía en ese momento, fue uno de los organizadores de una editorial ucraniana y una Sociedad de Amigos del Teatro Ucraniano, donde enseñaba historia del teatro. En 1929 se mudó a Járkov y participó en la vida literaria y social.
Inició su actividad literaria con obras en ruso. Escribió su primera obra en ucraniano en 1925. Escribió obras de teatro y, bajo el seudónimo de Edvard Strija, poemas paródicos sobre la literatura proletaria, el Panfuturismo de Mijailo Semenko y el Constructivismo de Valerian Polishchuk. Su obra satírica, muy aguda, controvertida y antisoviética tampoco pasó desapercibida para la KGB. Solo su seudónimo, del que nadie sabía quién era en realidad, lo salvó del arresto. La crítica oficial hacia s persona comenzó en 1929.
Durante el terror estalinista viajó a Moscú debido a la intensificación de la represión en Ucrania, pero fue arrestado allí en otoño de 1934 y acusado de preparar el terrorismo. El 15 de diciembre de 1934, él y otras 27 personas –incluyendo en particular a los escritores Dmitro Falkivski (Дмитро Никанорович Фальківський; 1898-1934), O. Blisko (О. Близько; † 1934) y Hrihori Kosinka– fueron condenadas a muerte por fusilamiento por un tribunal militar en Kiev. La sentencia se llevó a cabo el mismo día en el Palacio de Octubre de Kiev y su cuerpo fue enterrado en una fosa común en el cementerio de Lukyanivska.
En 1949 su esposa emigró con su hija a los Estados Unidos, donde su hija, Oksana Stvorennya-Burevi, publicó parte del legado artístico conservado de su padre.